# Zielfahnder – Blutiger Tango
Zielfahnder – Blutiger Tango ist ein deutscher Fernsehfilm aus dem Jahr 2019. Regie führte Stephan Lacant, das Drehbuch schrieb Rolf Basedow. In den Hauptrollen sind Ulrike C. Tscharre und Hanno Koffler als Zielfahnder zu sehen, die in Montevideo das aus dem Gefängnis entlassene Geiselnehmer-Paar Tezloff, gespielt von Heike Makatsch und Jörg Hartmann, verfolgen um so das noch immer verschwundene Lösegeld und den unbekannten dritten Geiselnehmer aufzuspüren. 
Nach Zielfahnder – Flucht in die Karpaten ist dies die zweite Folge der Zielfahnder-Reihe. Die Erstausstrahlung des Films erfolgte am 26. Oktober 2019 im Programm der ARD Das Erste zur Hauptsendezeit. Die Reihe wurde 2024 mit Zielfahnder – Polarjagd, ebenfalls in der ARD, fortgesetzt.

## Handlung
Die Eheleute Gisela und Uwe Tezloff entführten vor neun Jahren den Industriellen Volker Hagenbach, der nach Zahlung eines Lösegeldes freigelassen wurde. Das Paar konnte seinerzeit zwar festgenommen und verurteilt werden; von den 10 Millionen Euro Lösegeld fehlt jedoch bis heute jede Spur – ebenso vom noch immer unbekannten dritten Täter. Inzwischen sind die Tezloffs nach der Verbüßung ihrer Haftstrafe wieder auf freiem Fuß und setzen sich unter falschen Namen nach Südamerika ab.
Die Polizei geht davon aus, dass das inzwischen entfremdete Ehepaar nun endlich seinen Anteil an der Beute als Lohn für sein Schweigen kassieren will und sieht darin eine Chance, dadurch vielleicht auch endlich den unbekannten dritten Täter fassen zu können.
Die LKA-Zielfahnderin Hanna Landauer und ihr neuer Partner Lars Röwer versuchen in Montevideo die Spur der beiden aufzunehmen – entgegen dem Rat der südamerikanischen Kollegen auf eigene Faust. Der einzige Punkt, an den sie anknüpfen können, ist Gisela Tezloffs Leidenschaft für den Tango. So ziehen Landauer und Röwer Nacht für Nacht durch die sogenannten Milongas, die unzähligen Tangolokale Montevideos, immer in der Hoffnung, Gisela Tezloff dort anzutreffen. Darüber hinaus vertraut Landauer Ermittlungsergebnisse auch ihrem Exfreund Rossmann an, der die Tezloffs seinerzeit festgenommen hatte, inzwischen aber nicht mehr bei der Polizei ist. Röwer, der die Ansicht vertritt, dass man nicht weiterkomme, wenn man sich bei diesem Auslandseinsatz streng an die Dienstvorschriften hält, versucht die Ermittlungen eher auf unkonventionelle Art voranzutreiben.
Irgendwann gelingt es den Ermittlern dann aber doch, Gisela Tezloff aufzuspüren, nur um sie kurz darauf wieder zu verlieren. Beim nächsten Zusammentreffen fordert Gisela Tezloff ausgerechnet Röwer zum Tango auf und nimmt ihn mit in ein Stundenhotel, wo er, um nicht aufzufliegen, Koks konsumiert und Sex mit Gisela Tezloff hat. Es gelingt Röwer, eine Ortungs-App auf Tezloffs Smartphone zu installieren. Nur wenig später wird die Frau von drei Personen entführt. In diese Aktion ist auch Rossmann involviert. Gisela Tezloff soll ihren Mann anrufen und ihm sagen, dass man die 10 Millionen zurückhaben wolle. Rossmann droht ihr unverhohlen Gewalt an, wenn es nicht zu einer Geldübergabe komme. Uwe Tezloff glaubt zuerst, dass seine Frau ihm etwas vormacht, um an das Geld zu kommen. Dann jedoch liegt eine Schachtel vor seiner Tür, die den abgeschnittenen Finger Gisela Tezloffs enthält. Daraufhin sucht Tezloff seinen Partner auf und verlangt die Herausgabe der zehn Millionen von ihm. 
Sowohl der dritte Täter, ein Boxpromoter, als auch Tezloff können festgenommen werden. Tezloff erzählt von der Erpressung und dem abgeschnittenen Finger. Erst jetzt, sehr spät, wird den Ermittlern klar, dass man sie beschattet hat, und sie somit dazu beigetragen haben, dass die Trittbrettfahrer den Tezloffs auf die Spur kommen konnten. Um das Leben Gisela Tezloffs nicht zu gefährden, soll die Geldübergabe stattfinden. Am Ort des Geschehens verlangt Rossmann, dass Landauer das Geld abliefert. Er ist mit einem Hubschrauber gelandet. Gisela Tezloff wird nach der Geldübergabe freigelassen. Der Hubschrauber hebt ab und Landauer und Röwer sehen nur wenig später mit Entsetzen, dass Rossmann aus der über dem Wasser befindlichen Maschine geworfen wird. Als man ihn birgt, steckt noch das Messer, mit dem man ihn hinterrücks erstochen hat, in seiner Brust.

## Produktion, Dreharbeiten
Zielfahnder – Blutiger Tango wurde von der W&B Television GmbH & Co. KG im Auftrag der ARD-Degeto und des WDR produziert. Quirin Berg und Max Wiedemann waren die Produzenten, Susanne Hildebrand die ausführende Produzentin. Die Redaktion verantworteten Katja Kirchen für die ARD-Degeto und Frank Tönsmann für den WDR. Das Drehbuch stammt aus der Feder des mehrfachen Grimme-Preisträgers Rolf Basedow. Kameramann Philipp Sichler ist ebenfalls Träger dieses Preises.
Der Film wurde im Zeitraum 12. November bis 11. Dezember 2018 unter anderem in Montevideo, Canelones, Ciudad del Plata und San José in Uruguay gedreht.
Bei Kino.de wurde gemutmaßt, dass Ronald Zehrfeld, neben Ulrike C. Tscharre Hauptdarsteller der Auftaktfolge, offenbar nicht mehr zur Verfügung gestanden habe, weshalb Hanno Koffler nun der neue Partner an ihrer Seite sei.

## Rezeption

### Einschaltquote
Die Erstausstrahlung am 26. Oktober 2019 im Programm Das Erste wurde von 4,15 Millionen Zuschauern verfolgt, was einem Marktanteil von 14,1 % entspricht. Von den jüngeren Zuschauern entschieden sich 6,0 % für den Film.

### Kritik
Anna Klöpper befand in der taz.de: „Tango ohne Schwung […] Eine gut erzählte Geschichte, tolle Schauspieler und trotzdem fehlt dem Krimi etwas. Vielleicht hätte die Story noch die ein oder andere Idee vertragen?“
Frank Jürgens führte in der Neuen Osnabrücker Zeitung aus: „Das Drehbuch […] überzeugt durch schnörkellose Klarheit und knappe, lakonische Dialoge. Und Regisseur Stephan Lacant gelingt gemeinsam mit seinem herausragenden Kameramann Philipp Sichler eine düstere, bedrohliche Atmosphäre. Das schockierende Ende dürfte auch besonders gewiefte Krimifans überraschen.“
TV Spielfilm vertrat die Meinung: „Rauer, stimmungsvoll bebildeter Krimi“ oder auch „Regisseur Stephan Lacant […] zeigt sich führungssicher in seinem atmosphärisch bebilderten Krimi […].“
Tilmann P. Gangloff konnte dem Film auf der Seite evangelisch.de wenig abgewinnen und schrieb: „Der plakative Titel ‚Blutiger Tango‘ weckt ohnehin völlig falsche Erwartungen, denn der Film ist über weite Strecken schlicht langweilig; gerade das erste Drittel besteht größtenteils aus immer wieder gleichen Szenen.“
Arnold Hohmann schrieb in der Berliner Morgenpost: „Gelungene Fortsetzung eines Falls vor drei Jahren.“ Auch wenn der Film „anfangs ein wenig neben sich“ stehe, da die „ganze Vorgeschichte in rasendem Tempo abgespult“ werden müsse, „um der Handlung Hand und Fuß zu verleihen“, wisse Regisseur Lacant, „wie man danach schnell wieder in den Tritt“ komme, sodass die Spannung „keineswegs verloren“ gehe. Abschließend bemerkte Hohmann: „Selten noch hat ein Krimi derart depressiv geendet. Und eigentlich tut das richtig gut.“
Bei Kino.de war tpg. der Ansicht, Regisseur Stephan Lacant fülle die Sendezeit „zunächst vor allem mit Tanzen, was für Tangofreunde sicherlich schön, für Krimifans jedoch eher ernüchternd sei“. Gemessen an Lacants vorhergehenden Arbeiten sei „‚Blutiger Tango‘ mindestens eine Klasse schlechter; erst recht, wenn der Film als Thriller gedacht sei“. Zumindest jedoch sei das Finale „ziemlich dramatisch“ und auch die Musik „recht reizvoll“. Ein Manko stelle die wichtige Rolle von Landauers ehemaligem Partner und Exfreund dar. Der von dem argentinischen Schauspieler Javier Drolas verkörperte Mann sei zwar „ein interessanter Typ“, der jedoch synchronisiert werden musste, „und das hör[e] man“.
Harald Keller schrieb in der Frankfurter Rundschau: „Spannend und atmosphärisch dicht […]“
Rainer Tittelbach befasste sich auf seiner Seite tittelbach.tv mit dem Film, dem er fünf von sechs möglichen Sternen gab, und schrieb, Blutiger Tango sei „eine Reise ins urbane Nachtleben des südamerikanischen Montevideo, eine atmosphärestarke Reise, bei der die Zielobjekte genauso in eine fremde Welt geworfen werden wie die LKA-Fahnder. Die Fremde wird zum faszinierenden Fremden auch für den Zuschauer. Basedows klares Drehbuch in klassischer Dreiakt-Form macht die physischen Charaktere zum Herzstück der Geschichte. Auch dem Regisseur Stephan Lacant sind Psychologie und emotionale, stimmungsvoll verpackte Kampfzonenpolitik wichtiger als Action. Und so wird dieser Film, der wie ein Kammerspiel in einer wilden, von Melancholie gezeichneten (und beschallten) Stadt wirkt – maßgeblich getragen von der Präsenz eines Top-Quartetts: Tscharre, Koffler, Makatsch, Hartmann“. Bei dem Film handele es sich um einen „ungewöhnlich stimmungsvollen TV-Thriller“. Abschließend stellte der Kritiker fest: Und so ist ‚Blutiger Tango‘ am Ende ein Film geworden, der sehr wenig mit den oft stereotypen ARD-Auslandskrimis gemeinsam hat. Wäre schön, wenn man auf die nächste Operation von Landauer & Co keine drei Jahre warten müsste.
Frank Jürgens stellte in der Neuen Osnabrücker Zeitung fest, dass Blutiger Tango  „als atmosphärisch dichter, düsterer Krimi“ überzeuge. Das Drehbuch, das „erneut vom dreifachen Grimme-Preisträger Basedow geschrieben“ wurde, überzeuge „durch schnörkellose Klarheit und knappe, lakonische Dialoge“ und Regisseur Stephan Lacant gelinge „gemeinsam mit seinem herausragenden Kameramann Philipp Sichler eine düstere, bedrohliche Atmosphäre“. Das „schockierendes Ende dürfte auch besonders gewiefte Krimifans überraschen – Wertung 5 von 6 Sternen.“
Julian Miller setzte sich mit dem Film für das Online-Magazin Quotenmeter.de auseinander und stellte fest, dass auch die Fortsetzung des ursprünglichen Zielfahnder-Films wiederum durch eine „eigene, kunstvollere Ästhetik und eine deutlich höhere Ereignisdichte als im deutschen Fernsehfilmregelbetrieb üblich“, besteche. Im letzten Drittel gerate „der Plot mitunter zu moralisierend“ und mache dabei „einen allzu waghalsigen Schlenker, um eine dramaturgisch unnötige Charakterwandlung zu erzählen, die auch prompt ihres Pay-offs beraubt“ werde. Der Ausschlag des Kritiker-Quotenmeter lag bei 75 %.

## Übereinstimmung
Der Film erinnert in verschiedenen Einzelheiten an die Reemtsma-Entführung, darunter das hohe Lösegeld, verpatzte Geldübergaben, die Flucht nach Uruguay, die verschwundene Beute sowie die Vorstellung der Entführer, das erpresste Geld mit dem Verbüßen der Strafe rechtmäßig verdient zu haben. Auch das Abschneiden eines Fingers wurde von den Tätern im Fall Reemtsma vor Gericht thematisiert.